# Kanton Saint-Mars-la-Jaille
Saint-Mars-la-Jaille is een voormalig kanton van het Franse departement Loire-Atlantique. Het kanton maakte deel uit van het arrondissement Ancenis. 
Het werd opgeheven bij decreet van 25  februari 2014 met uitwerking op 22 maart 2015.

## Gemeenten
Het kanton Saint-Mars-la-Jaille omvatte de volgende gemeenten:
- Bonnœuvre
- Maumusson
- Le Pin
- Saint-Mars-la-Jaille (hoofdplaats)
- Saint-Sulpice-des-Landes
- Vritz